# Amstel Gold Race 2007
42. edycja Amstel Gold Race odbyła się 22 kwietnia 2007 roku. Trasa wyścigu liczyła 252 km ze startem w holenderskim Maastricht i metą w pobliskim Valkenburgu. 127 kolarzy przejechało trasę z 31 podjazdami, w tym trzema na słynne wzgórze Cauberg.

## Wyniki
| M-ce | Imię i nazwisko    | Kraj       | Drużyna               | Czas                       |
| ---- | ------------------ | ---------- | --------------------- | -------------------------- |
| 1.   | Stefan Schumacher  | Niemcy     | Gerolsteiner          | 6h 11min 49s (40,697 km/h) |
| 2.   | Davide Rebellin    | Włochy     | Gerolsteiner          | + 0.21                     |
| 3.   | Danilo Di Luca     | Włochy     | Liquigas              | + 0.22                     |
| 4.   | Matthias Kessler   | Niemcy     | Team Astana           | + 0.23                     |
| 5.   | Michael Boogerd    | Holandia   | Rabobank              | + 0.24                     |
| 6.   | Alejandro Valverde | Hiszpania  | Caisse d’Epargne      | + 0.27                     |
| 7.   | Paolo Bettini      | Włochy     | Quick Step-Innergetic | + 0.27                     |
| 8.   | Oscar Freire       | Hiszpania  | Rabobank              | + 1.07                     |
| 9.   | Riccardo Riccò     | Włochy     | Saunier Duval-Prodir  | + 1.07                     |
| 10.  | Fränk Schleck      | Luksemburg | Team CSC              | + 1.07                     |